# Arbeitsgemeinschaft Mennonitischer Brüdergemeinden in Deutschland

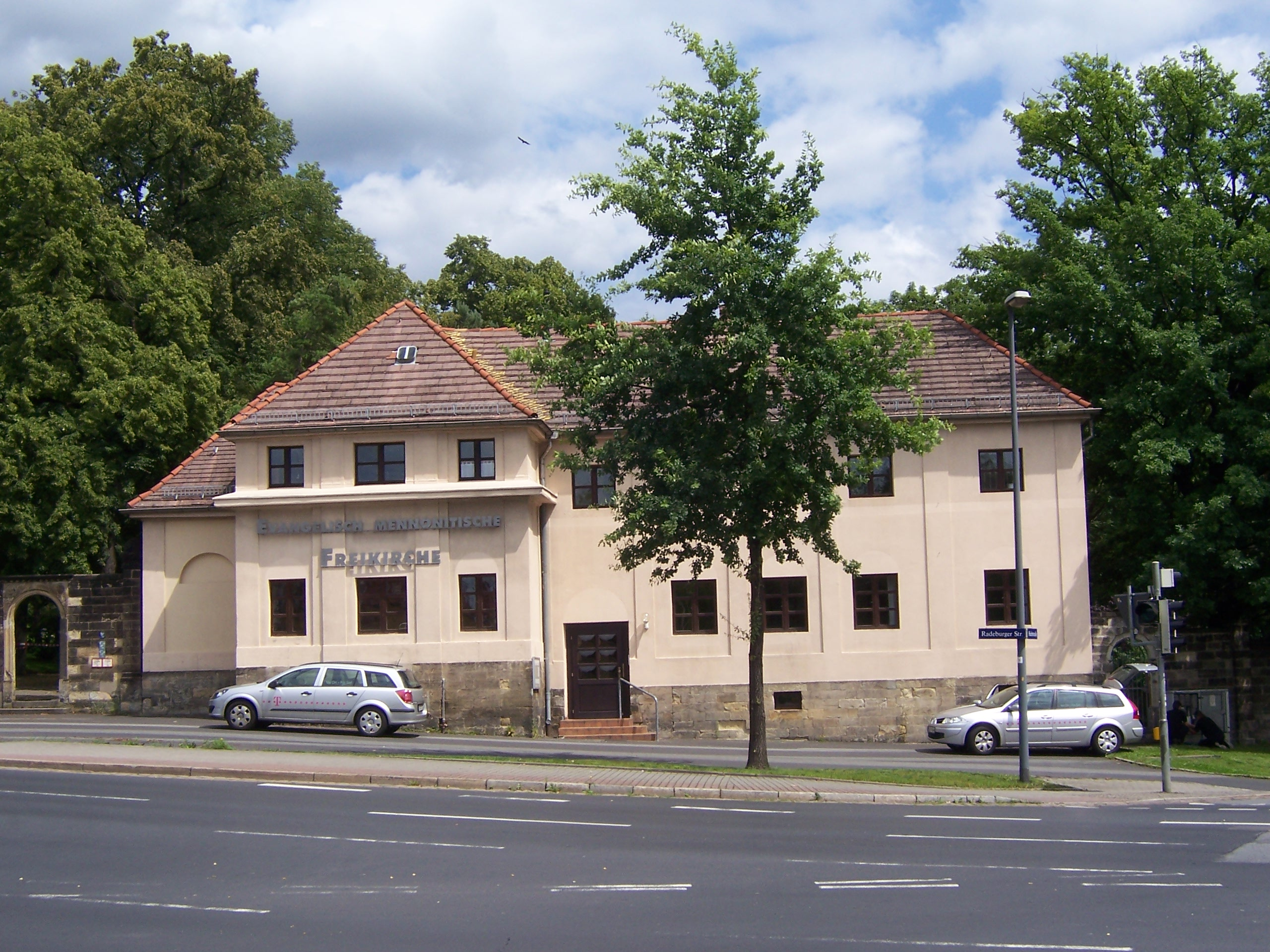
Gemeindehaus der Mennonitenbrüdergemeinde in Dresden

Die Arbeitsgemeinschaft Mennonitischer Brüdergemeinden in Deutschland (AMBD) ist ein Zusammenschluss von 14 Gemeinden mit zusammen etwa 1600 Mitgliedern (Stand: 2023). Neben den lokalen Gemeinden gehören zur AMBD auch die Initiative pioteam münsterland (Gemeindegründung im Münsterland) und das sozial-diakonische Werk TIKWA (Herrnhut). Der Gemeindeverband hat die Rechtsform eines eingetragenen Vereins und vertritt täuferisch-mennonitische Überzeugungen.

## Geschichte
Die Mennonitischen Brüdergemeinden entstanden um 1860 als eine vom Radikalen Pietismus beeinflusste Reformbewegung unter den mennonitischen Gemeinden in der Ukraine. Eine besondere Rolle bei der Herausbildung der Brüdergemeinden spielten der deutsche lutherische Theologe Eduard Wüst, der deutsche Pietismus und Baptismus. Die erste Mennonitische Brüdergemeinde Westeuropas entstand 1950 in Neuwied im Rheinland. Sie bestand vor allem aus mennonitischen Flüchtlingen aus Russland und Polen. Zehn Jahre später folgte eine zweite Gemeinde in Neustadt an der Weinstraße. Bald gründeten sich mit Unterstützung der amerikanischen MB Mission (früher Mennonite Brethren Missions and Services) weitere Gemeinden. Die Gemeinden schlossen sich schließlich zu einem Verein zusammen, welcher sich im Jahr 1970 den Namen Arbeitsgemeinschaft Mennonitischer Brüdergemeinden in Deutschland gab. Das jüngste Projekt der Arbeitsgemeinschaft ist die Gemeindegründung in Hameln.
Zusammen mit dem Bund Taufgesinnter Gemeinden und der Mennonitischen Freikirche Österreich ist die Arbeitsgemeinschaft international im 1990 im kanadischen Winnipeg gegründeten International Committee of Mennonite Brethren (ICOMB) vertreten. Weltweit gehören etwa ein Viertel aller Mennoniten zu Mennonitischen Brüdergemeinden.
Nach einer langjährigen Gastmitgliedschaft ist die AMBD 2015 Vollmitglied in der Mennonitischen Weltkonferenz geworden.

## Aufgaben
Aufgabe der Arbeitsgemeinschaft ist es, die einzelnen, ansonsten autonomen Gemeinden miteinander zu vernetzen und die Gemeinschaft untereinander zu fördern. Es gibt gemeinsame diakonisch-missionarische Projekte (u. a. Gemeindegründungen), Jugendaktivitäten, Weiterbildungen für Gemeindemitarbeiter und regelmäßig stattfindende Pfingstkonferenzen. Die Gemeinden werden auch praktisch begleitet und unterstützt. So gibt es einen Baufonds, der finanzielle Mittel für den Aufbau von Gemeinderäumen bereitstellt.
Zusammen mit anderen mennonitischen Gemeindeverbänden in Deutschland, Frankreich und der Schweiz unterstützt die AMBD das Ausbildungs- und Tagungszentrum Bienenberg in der Schweiz, das auch über ein Theologisches Seminar verfügt.

## Prinzipien
Im März 2007 wurde auf der Delegiertenversammlung der Arbeitsgemeinschaft ein neues Glaubensbekenntnis beschlossen, das sich auf das international verbreitete Glaubensbekenntnis der Mennonitischen Brüdergemeinden stützt. Die Gemeinden in der AMBD praktizieren wie andere Mennoniten ausschließlich die Glaubenstaufe und das Priestertum aller Gläubigen, betonen den persönlichen tätigen Glauben und lehren Gewaltfreiheit.

## Statistische Daten
- 1998: 15 Gemeinden mit 1.398 Mitgliedern[6]
- 2003: 15 Gemeinden mit 1.482 Mitgliedern
- 2006/7: 15 Gemeinden mit 2.016 Mitgliedern
- 2018: 13 Gemeinden mit 1.697 Mitgliedern[7]
- 2023: 14 Gemeinden mit 1.600 Mitgliedern[8]